# Bulbophyllum salebrosum
Bulbophyllum salebrosum là một loài phong lan thuộc chi Bulbophyllum.